# Stanford Smith
Stanford George Smith (né le 13 août 1917 à Coal Creek, dans la province de la Colombie-Britannique, au Canada — mort le 16 novembre 2007 à Fernie dans la province de la Colombie-Britannique, au Canada) est un joueur professionnel canadien de hockey sur glace qui évoluait au poste de centre.

## Biographie
Smith fait ses débuts professionnels en 1939 après avoir signé un contrat comme agent libre avec les Rangers de New York. Il passe l'essentiel de la saison avec le club école des Rangers, les Ramblers de Philadelphie dans l'International American Hockey Ligue. Il dispute cependant un match de saison régulière et un match de séries éliminatoires avec les Rangers alors que ceux-ci remportent la Coupe Stanley ; ce match de séries éliminatoires lui permet d'être officiellement champion de la Coupe Stanley. Il passe encore une saison avec les Ramblers et dispute huit nouvelles rencontres avec les Rangers dans la LNH avant d'être vendu aux Barons de Cleveland le 9 septembre 1941
En 1944, il prend part à la Deuxième Guerre mondiale puis reprend sa carrière professionnelle en 1946 avec les Millers de Minneapolis dans la United States Hockey League où il passe quatre saisons. Il joue une dernière année avec les Shamrocks de San Francisco dans la Pacific Coast Hockey League avant de prendre sa retraite.

## Statistiques
| Saison     | Équipe                     | Ligue      |    | Saison régulière | Saison régulière | Saison régulière | Saison régulière | Saison régulière |   | Séries éliminatoires | Séries éliminatoires | Séries éliminatoires | Séries éliminatoires | Séries éliminatoires |
| Saison     | Équipe                     | Ligue      | PJ | B                | A                | Pts              | Pun              | PJ               | B | A                    | Pts                  | Pun                  |                      |                      |
| 1936-1937  | Trail Smoke Eaters         | WKJHL      |    |                  |                  |                  |                  |                  |   |                      |                      |                      |                      |                      |
| 1937-1938  | Miners de Rossland         | WKHL       | 23 | 19               | 17               | 36               | 14               |                  |   |                      |                      |                      |                      |                      |
| 1938-1939  | Rovers de New York         | EAHL       | 53 | 23               | 27               | 50               | 12               |                  |   |                      |                      |                      |                      |                      |
| 1939-1940  | Rangers de New York        | LNH        | 1  | 0                | 0                | 0                | 0                | 1                | 0 | 0                    | 0                    | 0                    |                      |                      |
| 1939-1940  | Ramblers de Philadelphie   | IAHL       | 53 | 11               | 22               | 33               | 9                |                  |   |                      |                      |                      |                      |                      |
| 1940-1941  | Rangers de New York        | LNH        | 8  | 2                | 1                | 3                | 0                |                  |   |                      |                      |                      |                      |                      |
| 1940-1941  | Ramblers de Philadelphie   | LAH        | 49 | 18               | 22               | 40               | 2                |                  |   |                      |                      |                      |                      |                      |
| 1941-1942  | Barons de Cleveland        | LAH        | 21 | 9                | 6                | 15               | 0                | 5                | 1 | 2                    | 3                    | 0                    |                      |                      |
| 1942-1943  | Calgary Currie Army        | ASHL       | 8  | 1                | 3                | 4                | 0                | 2                | 0 | 3                    | 3                    | 0                    |                      |                      |
| 1943-1944  | Clippers de Nanaimo        | WKHL       |    |                  |                  |                  |                  | 2                | 0 | 2                    | 2                    | 0                    |                      |                      |
| 1946-1947  | Millers de Minneapolis     | USHL       | 42 | 15               | 27               | 42               | 0                | 2                | 0 | 0                    | 0                    | 0                    |                      |                      |
| 1947-1948  | Millers de Minneapolis     | USHL       | 51 | 17               | 25               | 42               | 2                | 10               | 3 | 5                    | 8                    | 0                    |                      |                      |
| 1948-1949  | Millers de Minneapolis     | USHL       | 64 | 18               | 32               | 50               | 0                |                  |   |                      |                      |                      |                      |                      |
| 1949-1950  | Millers de Minneapolis     | USHL       | 32 | 1                | 10               | 11               | 2                |                  |   |                      |                      |                      |                      |                      |
| 1949-1950  | Shamrocks de San Francisco | PCHL       | 31 | 2                | 14               | 16               | 2                | 4                | 0 | 0                    | 0                    | 0                    |                      |                      |
| Totaux LNH | Totaux LNH                 | Totaux LNH | 9  | 2                | 1                | 3                | 0                | 1                | 0 | 0                    | 0                    | 0                    |                      |                      |